# Postbllok
Postbllok (alb. Memoriali Postbllok) – instalacja przestrzenna projektu Fatosa Lubonji i Ardiana Isufiego w Tiranie, upamiętniająca ofiary czasów komunizmu.
Instalacja powstała z inicjatywy pisarza i publicysty Fatosa Lubonji (w przeszłości więźnia okresu komunizmu w Albanii), przy wsparciu władz miejskich Tirany. W miejscu, w którym w przeszłości znajdował się ogród otaczający willę Mehmeta Shehu zostały umieszczone trzy elementy ekspozycji: bunkier TR III 1976 I, jeden z tysięcy zbudowanych w Albanii, w okresie rządów Envera Hoxhy, betonowe dźwigary pochodzące z więzienia w Spaçu, a także fragment Muru Berlińskiego (ten ostatni był darem władz Berlina dla Tirany). Nazwa pochodzi od dzielnicy rządowej w okresie komunizmu (Blloku), niedostępnej dla większości mieszkańców Tirany.
Ideę pomnika przedstawił w czasie jego inauguracji Fatos Lubonja twierdząc, że pomnik ma przypominać i upamiętniać wszystkich, którzy nie przetrwali okresu dyktatury komunistycznej. W przeciwieństwie do większości sąsiadujących pomników Postbllok stanowi połączenie narracji narodowej i transnarodowej, w przekonaniu historyka Raino Isto stanowi także formę postmodernistycznego podejścia do historii.
W kwietniu 2021 obiekt został częściowo zdewastowany przez wandali.

## Galeria

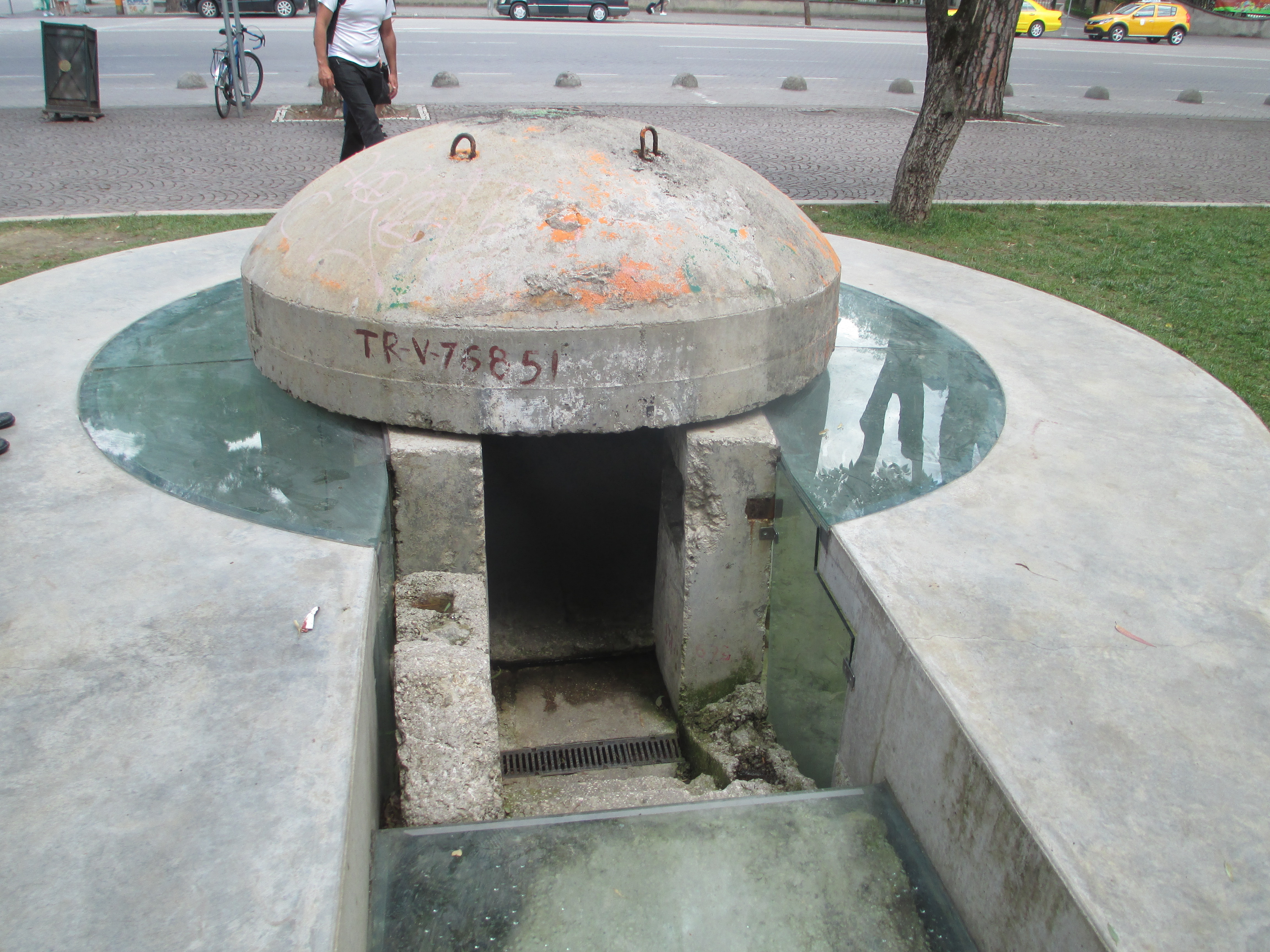
Bunkier TR III 1976 I
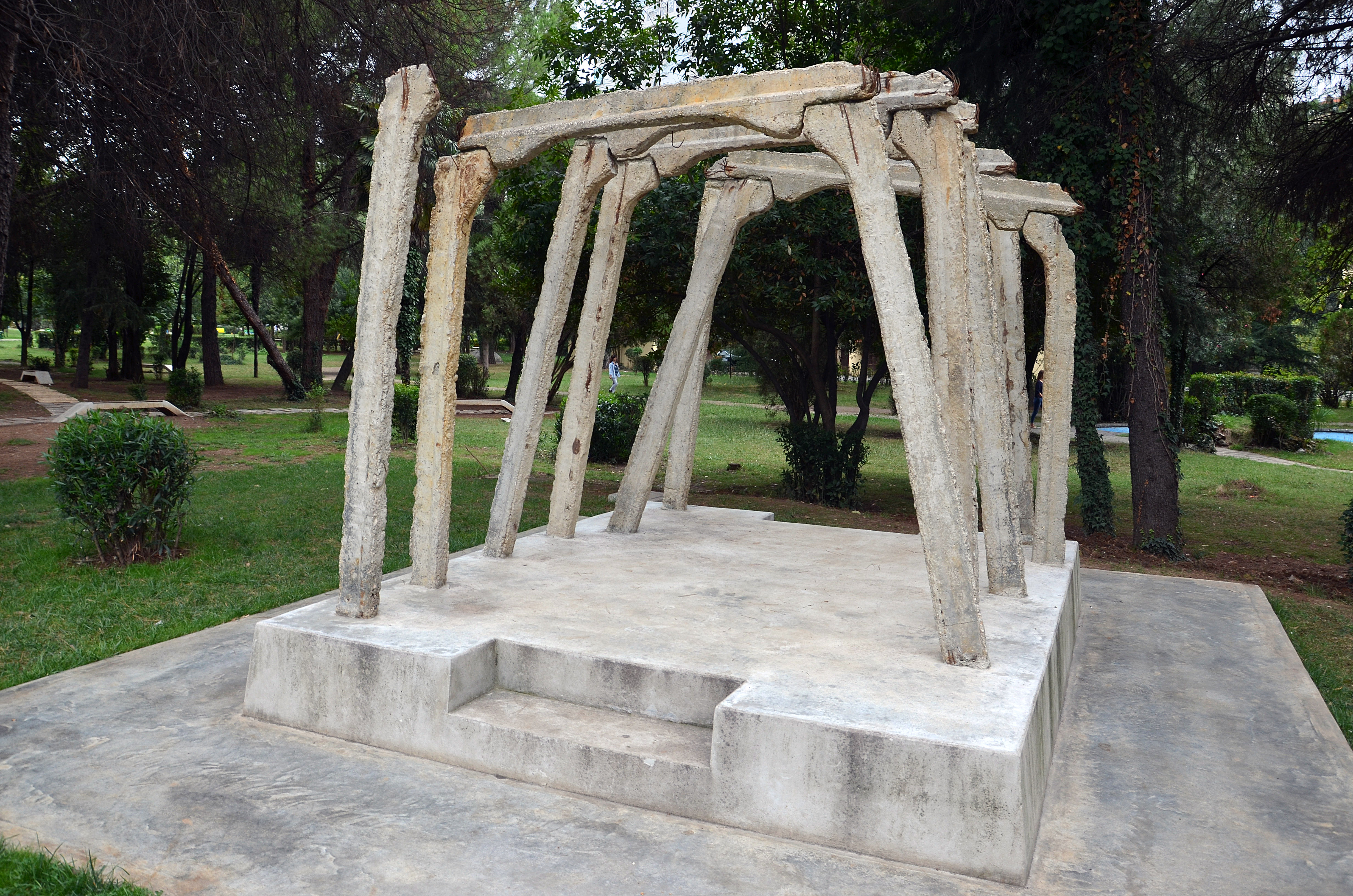
Betonowe dźwigary z obozu w Spaçu
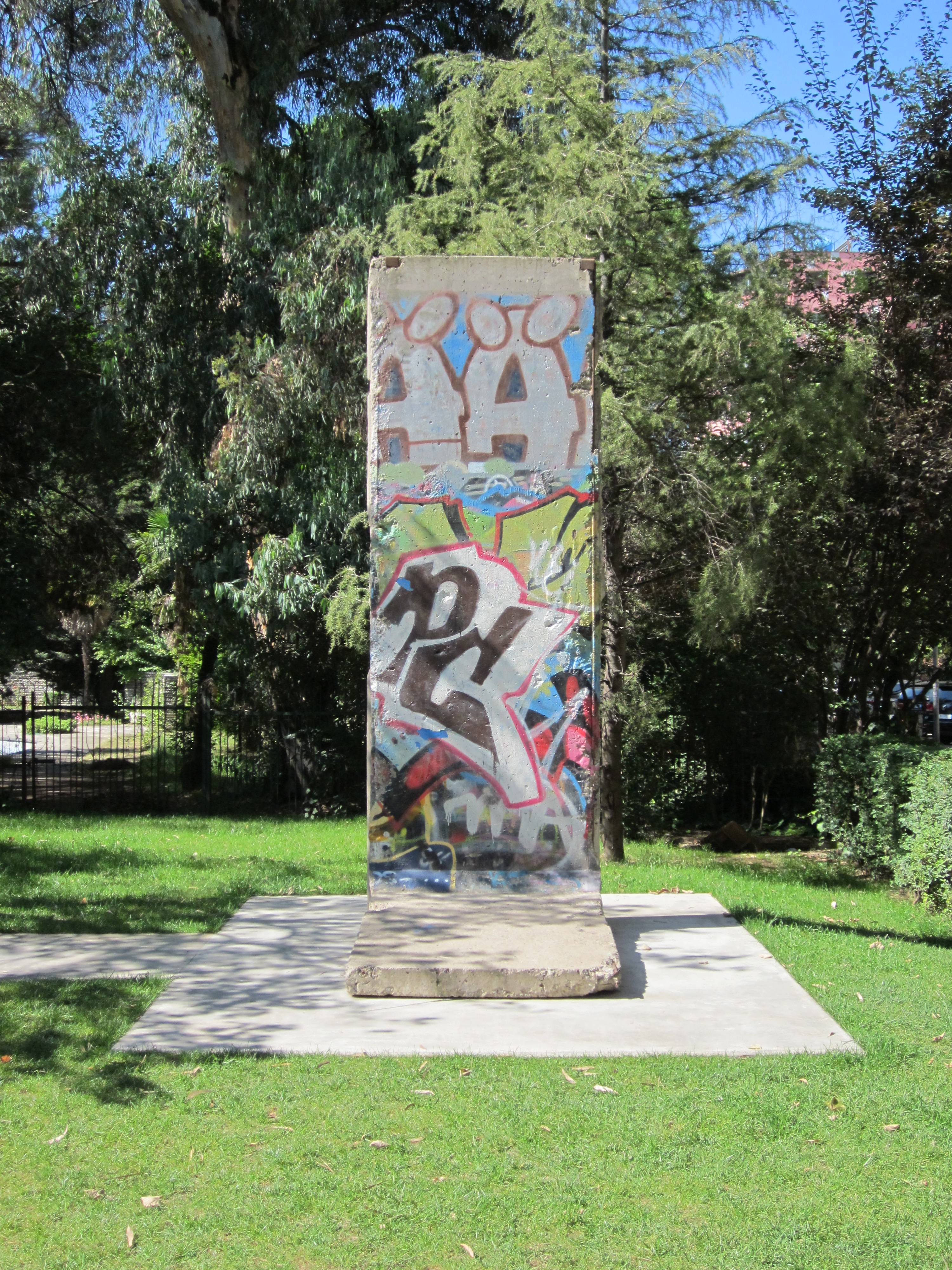
Fragment Muru Berlińskiego
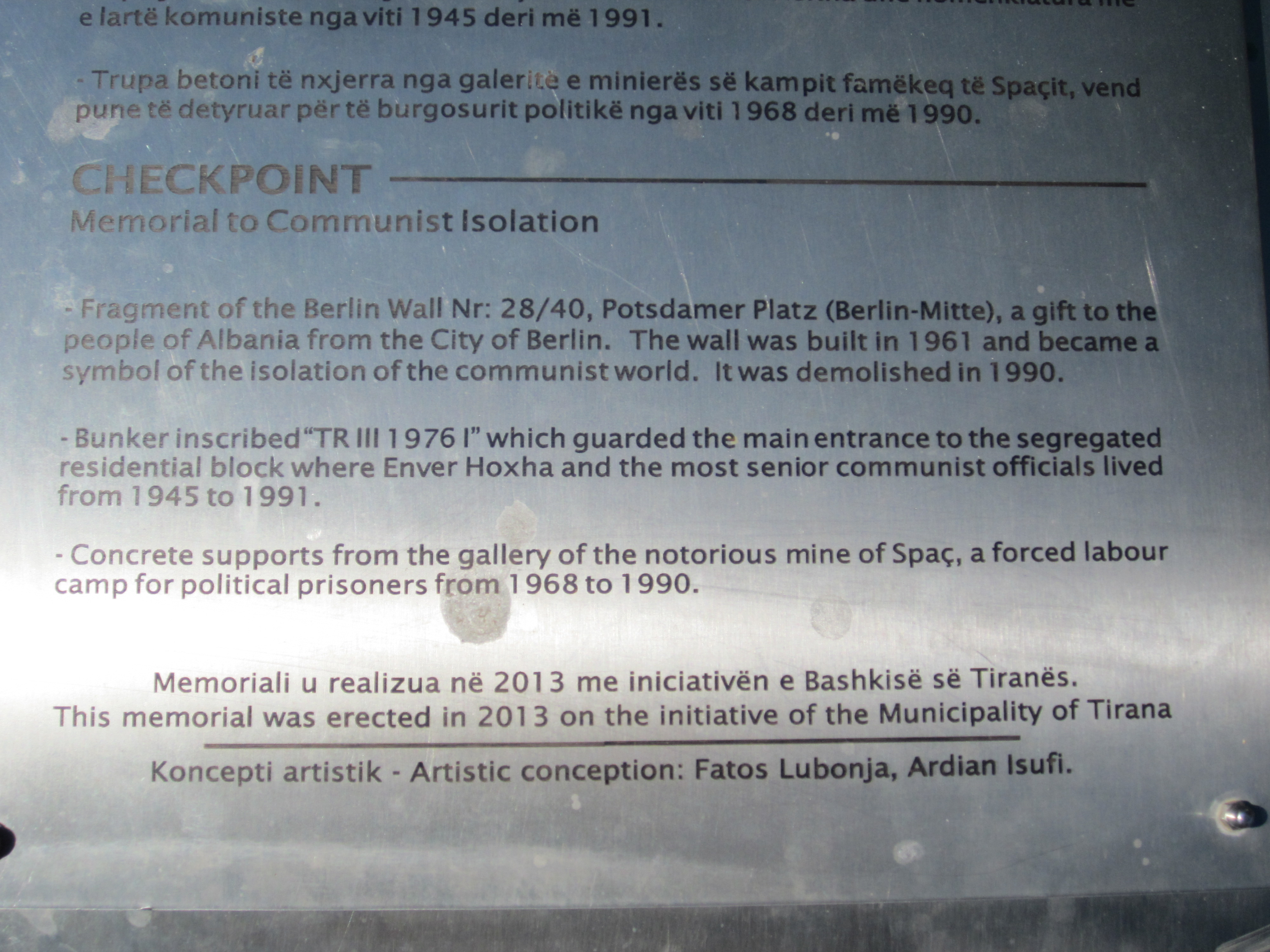
Tablica z opisem obiektu